# Jugurtia koeroegabensis
Jugurtia koeroegabensis är en stekelart som beskrevs av Friedrich W. Gess 1997. Jugurtia koeroegabensis ingår i släktet Jugurtia och familjen Masaridae. Inga underarter finns listade i Catalogue of Life.